# Simard-Beaudry
Simard-Beaudry est une société de construction du Canada. Elle est basée à Laval, Québec et se spécialise dans les projets d'ingénierie urbaine.
Simard-Beaudry a été fondée en 1950 et est principalement active dans la construction de routes, de barrages, ainsi que d'infrastructures et de stations d'épuration,. La société est dirigée par l'homme d'affaires Tony Accurso.
En septembre 2010, Louisbourg SBC, une filiale de Simard-Beaudry, s'est associée à Prestige Telecom pour lancer Prestige Energis, une coentreprise spécialisée dans la conception, l'ingénierie, la gestion de projet et l'installation de tours météorologiques et d'éoliennes.